# Лінднера-2 тема
Те́ма Лінднера-2 — тема в шаховій композиції в кооперативному жанрі. Суть теми — в початковій позиції є загроза оголосити мат чорному королю в один хід (одноходова ілюзорна гра). Першим ходом чорні руйнують можливість оголосити мат, який був можливий в ілюзорній грі, і білі своїм ходом знову створюють цю саму загрозу мата, яка була можлива в ілюзорній грі. Чорні наступним ходом знову руйнують цю загрозу і білі оголошують зовсім інший мат.

## Історія

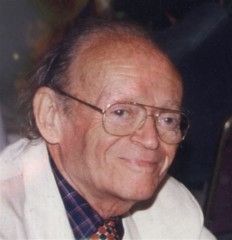
Ласло Лінднер

Вперше ідею виразив угорський шаховий композитор Ласло Лінднер (23.12.1916 — 21.08.2004).
В початковій позиції, якби був хід білих, вже заготовлено оголошення мата, тобто є одноходова ілюзорна гра. До мети веде хід чорних, який унеможливлює оголошення мата ілюзорної гри, і білі ходять так, що знову виникає загроза цього самого мата. Наступним ходом чорні знову руйнують можливість оголосити цей мат і білі наступним ходом оголошують зовсім інший мат.
Ця ідея дістала назву — тема Лінднера-2, оскільки є ще й інша ідея Л. Ліндрена, яка має назву — тема Лінднера-1.
|   | a | b | c | d | e | f | g | h |   |
| 8 | a8 білий король · c8 чорний слон · e8 чорна тура · d7 чорний король · c6 чорний кінь · d6 чорний кінь · e6 білий кінь · f6 білий пішак · e4 білий кінь | a8 білий король · c8 чорний слон · e8 чорна тура · d7 чорний король · c6 чорний кінь · d6 чорний кінь · e6 білий кінь · f6 білий пішак · e4 білий кінь | a8 білий король · c8 чорний слон · e8 чорна тура · d7 чорний король · c6 чорний кінь · d6 чорний кінь · e6 білий кінь · f6 білий пішак · e4 білий кінь | a8 білий король · c8 чорний слон · e8 чорна тура · d7 чорний король · c6 чорний кінь · d6 чорний кінь · e6 білий кінь · f6 білий пішак · e4 білий кінь | a8 білий король · c8 чорний слон · e8 чорна тура · d7 чорний король · c6 чорний кінь · d6 чорний кінь · e6 білий кінь · f6 білий пішак · e4 білий кінь | a8 білий король · c8 чорний слон · e8 чорна тура · d7 чорний король · c6 чорний кінь · d6 чорний кінь · e6 білий кінь · f6 білий пішак · e4 білий кінь | a8 білий король · c8 чорний слон · e8 чорна тура · d7 чорний король · c6 чорний кінь · d6 чорний кінь · e6 білий кінь · f6 білий пішак · e4 білий кінь | a8 білий король · c8 чорний слон · e8 чорна тура · d7 чорний король · c6 чорний кінь · d6 чорний кінь · e6 білий кінь · f6 білий пішак · e4 білий кінь | 8 |
| 7 | a8 білий король · c8 чорний слон · e8 чорна тура · d7 чорний король · c6 чорний кінь · d6 чорний кінь · e6 білий кінь · f6 білий пішак · e4 білий кінь | a8 білий король · c8 чорний слон · e8 чорна тура · d7 чорний король · c6 чорний кінь · d6 чорний кінь · e6 білий кінь · f6 білий пішак · e4 білий кінь | a8 білий король · c8 чорний слон · e8 чорна тура · d7 чорний король · c6 чорний кінь · d6 чорний кінь · e6 білий кінь · f6 білий пішак · e4 білий кінь | a8 білий король · c8 чорний слон · e8 чорна тура · d7 чорний король · c6 чорний кінь · d6 чорний кінь · e6 білий кінь · f6 білий пішак · e4 білий кінь | a8 білий король · c8 чорний слон · e8 чорна тура · d7 чорний король · c6 чорний кінь · d6 чорний кінь · e6 білий кінь · f6 білий пішак · e4 білий кінь | a8 білий король · c8 чорний слон · e8 чорна тура · d7 чорний король · c6 чорний кінь · d6 чорний кінь · e6 білий кінь · f6 білий пішак · e4 білий кінь | a8 білий король · c8 чорний слон · e8 чорна тура · d7 чорний король · c6 чорний кінь · d6 чорний кінь · e6 білий кінь · f6 білий пішак · e4 білий кінь | a8 білий король · c8 чорний слон · e8 чорна тура · d7 чорний король · c6 чорний кінь · d6 чорний кінь · e6 білий кінь · f6 білий пішак · e4 білий кінь | 7 |
| 6 | a8 білий король · c8 чорний слон · e8 чорна тура · d7 чорний король · c6 чорний кінь · d6 чорний кінь · e6 білий кінь · f6 білий пішак · e4 білий кінь | a8 білий король · c8 чорний слон · e8 чорна тура · d7 чорний король · c6 чорний кінь · d6 чорний кінь · e6 білий кінь · f6 білий пішак · e4 білий кінь | a8 білий король · c8 чорний слон · e8 чорна тура · d7 чорний король · c6 чорний кінь · d6 чорний кінь · e6 білий кінь · f6 білий пішак · e4 білий кінь | a8 білий король · c8 чорний слон · e8 чорна тура · d7 чорний король · c6 чорний кінь · d6 чорний кінь · e6 білий кінь · f6 білий пішак · e4 білий кінь | a8 білий король · c8 чорний слон · e8 чорна тура · d7 чорний король · c6 чорний кінь · d6 чорний кінь · e6 білий кінь · f6 білий пішак · e4 білий кінь | a8 білий король · c8 чорний слон · e8 чорна тура · d7 чорний король · c6 чорний кінь · d6 чорний кінь · e6 білий кінь · f6 білий пішак · e4 білий кінь | a8 білий король · c8 чорний слон · e8 чорна тура · d7 чорний король · c6 чорний кінь · d6 чорний кінь · e6 білий кінь · f6 білий пішак · e4 білий кінь | a8 білий король · c8 чорний слон · e8 чорна тура · d7 чорний король · c6 чорний кінь · d6 чорний кінь · e6 білий кінь · f6 білий пішак · e4 білий кінь | 6 |
| 5 | a8 білий король · c8 чорний слон · e8 чорна тура · d7 чорний король · c6 чорний кінь · d6 чорний кінь · e6 білий кінь · f6 білий пішак · e4 білий кінь | a8 білий король · c8 чорний слон · e8 чорна тура · d7 чорний король · c6 чорний кінь · d6 чорний кінь · e6 білий кінь · f6 білий пішак · e4 білий кінь | a8 білий король · c8 чорний слон · e8 чорна тура · d7 чорний король · c6 чорний кінь · d6 чорний кінь · e6 білий кінь · f6 білий пішак · e4 білий кінь | a8 білий король · c8 чорний слон · e8 чорна тура · d7 чорний король · c6 чорний кінь · d6 чорний кінь · e6 білий кінь · f6 білий пішак · e4 білий кінь | a8 білий король · c8 чорний слон · e8 чорна тура · d7 чорний король · c6 чорний кінь · d6 чорний кінь · e6 білий кінь · f6 білий пішак · e4 білий кінь | a8 білий король · c8 чорний слон · e8 чорна тура · d7 чорний король · c6 чорний кінь · d6 чорний кінь · e6 білий кінь · f6 білий пішак · e4 білий кінь | a8 білий король · c8 чорний слон · e8 чорна тура · d7 чорний король · c6 чорний кінь · d6 чорний кінь · e6 білий кінь · f6 білий пішак · e4 білий кінь | a8 білий король · c8 чорний слон · e8 чорна тура · d7 чорний король · c6 чорний кінь · d6 чорний кінь · e6 білий кінь · f6 білий пішак · e4 білий кінь | 5 |
| 4 | a8 білий король · c8 чорний слон · e8 чорна тура · d7 чорний король · c6 чорний кінь · d6 чорний кінь · e6 білий кінь · f6 білий пішак · e4 білий кінь | a8 білий король · c8 чорний слон · e8 чорна тура · d7 чорний король · c6 чорний кінь · d6 чорний кінь · e6 білий кінь · f6 білий пішак · e4 білий кінь | a8 білий король · c8 чорний слон · e8 чорна тура · d7 чорний король · c6 чорний кінь · d6 чорний кінь · e6 білий кінь · f6 білий пішак · e4 білий кінь | a8 білий король · c8 чорний слон · e8 чорна тура · d7 чорний король · c6 чорний кінь · d6 чорний кінь · e6 білий кінь · f6 білий пішак · e4 білий кінь | a8 білий король · c8 чорний слон · e8 чорна тура · d7 чорний король · c6 чорний кінь · d6 чорний кінь · e6 білий кінь · f6 білий пішак · e4 білий кінь | a8 білий король · c8 чорний слон · e8 чорна тура · d7 чорний король · c6 чорний кінь · d6 чорний кінь · e6 білий кінь · f6 білий пішак · e4 білий кінь | a8 білий король · c8 чорний слон · e8 чорна тура · d7 чорний король · c6 чорний кінь · d6 чорний кінь · e6 білий кінь · f6 білий пішак · e4 білий кінь | a8 білий король · c8 чорний слон · e8 чорна тура · d7 чорний король · c6 чорний кінь · d6 чорний кінь · e6 білий кінь · f6 білий пішак · e4 білий кінь | 4 |
| 3 | a8 білий король · c8 чорний слон · e8 чорна тура · d7 чорний король · c6 чорний кінь · d6 чорний кінь · e6 білий кінь · f6 білий пішак · e4 білий кінь | a8 білий король · c8 чорний слон · e8 чорна тура · d7 чорний король · c6 чорний кінь · d6 чорний кінь · e6 білий кінь · f6 білий пішак · e4 білий кінь | a8 білий король · c8 чорний слон · e8 чорна тура · d7 чорний король · c6 чорний кінь · d6 чорний кінь · e6 білий кінь · f6 білий пішак · e4 білий кінь | a8 білий король · c8 чорний слон · e8 чорна тура · d7 чорний король · c6 чорний кінь · d6 чорний кінь · e6 білий кінь · f6 білий пішак · e4 білий кінь | a8 білий король · c8 чорний слон · e8 чорна тура · d7 чорний король · c6 чорний кінь · d6 чорний кінь · e6 білий кінь · f6 білий пішак · e4 білий кінь | a8 білий король · c8 чорний слон · e8 чорна тура · d7 чорний король · c6 чорний кінь · d6 чорний кінь · e6 білий кінь · f6 білий пішак · e4 білий кінь | a8 білий король · c8 чорний слон · e8 чорна тура · d7 чорний король · c6 чорний кінь · d6 чорний кінь · e6 білий кінь · f6 білий пішак · e4 білий кінь | a8 білий король · c8 чорний слон · e8 чорна тура · d7 чорний король · c6 чорний кінь · d6 чорний кінь · e6 білий кінь · f6 білий пішак · e4 білий кінь | 3 |
| 2 | a8 білий король · c8 чорний слон · e8 чорна тура · d7 чорний король · c6 чорний кінь · d6 чорний кінь · e6 білий кінь · f6 білий пішак · e4 білий кінь | a8 білий король · c8 чорний слон · e8 чорна тура · d7 чорний король · c6 чорний кінь · d6 чорний кінь · e6 білий кінь · f6 білий пішак · e4 білий кінь | a8 білий король · c8 чорний слон · e8 чорна тура · d7 чорний король · c6 чорний кінь · d6 чорний кінь · e6 білий кінь · f6 білий пішак · e4 білий кінь | a8 білий король · c8 чорний слон · e8 чорна тура · d7 чорний король · c6 чорний кінь · d6 чорний кінь · e6 білий кінь · f6 білий пішак · e4 білий кінь | a8 білий король · c8 чорний слон · e8 чорна тура · d7 чорний король · c6 чорний кінь · d6 чорний кінь · e6 білий кінь · f6 білий пішак · e4 білий кінь | a8 білий король · c8 чорний слон · e8 чорна тура · d7 чорний король · c6 чорний кінь · d6 чорний кінь · e6 білий кінь · f6 білий пішак · e4 білий кінь | a8 білий король · c8 чорний слон · e8 чорна тура · d7 чорний король · c6 чорний кінь · d6 чорний кінь · e6 білий кінь · f6 білий пішак · e4 білий кінь | a8 білий король · c8 чорний слон · e8 чорна тура · d7 чорний король · c6 чорний кінь · d6 чорний кінь · e6 білий кінь · f6 білий пішак · e4 білий кінь | 2 |
| 1 | a8 білий король · c8 чорний слон · e8 чорна тура · d7 чорний король · c6 чорний кінь · d6 чорний кінь · e6 білий кінь · f6 білий пішак · e4 білий кінь | a8 білий король · c8 чорний слон · e8 чорна тура · d7 чорний король · c6 чорний кінь · d6 чорний кінь · e6 білий кінь · f6 білий пішак · e4 білий кінь | a8 білий король · c8 чорний слон · e8 чорна тура · d7 чорний король · c6 чорний кінь · d6 чорний кінь · e6 білий кінь · f6 білий пішак · e4 білий кінь | a8 білий король · c8 чорний слон · e8 чорна тура · d7 чорний король · c6 чорний кінь · d6 чорний кінь · e6 білий кінь · f6 білий пішак · e4 білий кінь | a8 білий король · c8 чорний слон · e8 чорна тура · d7 чорний король · c6 чорний кінь · d6 чорний кінь · e6 білий кінь · f6 білий пішак · e4 білий кінь | a8 білий король · c8 чорний слон · e8 чорна тура · d7 чорний король · c6 чорний кінь · d6 чорний кінь · e6 білий кінь · f6 білий пішак · e4 білий кінь | a8 білий король · c8 чорний слон · e8 чорна тура · d7 чорний король · c6 чорний кінь · d6 чорний кінь · e6 білий кінь · f6 білий пішак · e4 білий кінь | a8 білий король · c8 чорний слон · e8 чорна тура · d7 чорний король · c6 чорний кінь · d6 чорний кінь · e6 білий кінь · f6 білий пішак · e4 білий кінь | 1 |
|   | a | b | c | d | e | f | g | h |   |

FEN: K1b1r3/3k4/2nnNP2/8/4N3/8/8/8
1. ... S4c5#
1. Re7 f7 ~ (2. ... S4c5#)
2. Se8 f8S#